# Interstellar (banda sonora)
Interstellar: Original Motion Picture Soundtrack és l'àlbum de la banda sonora de la pel·lícula dirigida per Christopher Nolan, Interstellar. La música cinematogràfica va ser composta per Hans Zimmer qui anteriorment havia traballat amb Nolan a la Trilogia de Batman i Inception. La banda sonora va guanyar l'aclamació de la crítica. Abans de ser llançada de manera digital, va ser nominada per a un Premi de l'Academia i va obtenir una nominació a la categoría de Original Score per la Hollywood Music in Media Awards. La banda sonra va ser llançada el 17 de novembre de 2014 per la discogràfica WaterTower.

## Listat de cançons
La banda sonra es va llançar de tres formes: "Star Wheel Constellation Chart Digipak" (16 pistes), "Digital Deluxe Album" (24 pistes) i "The Illuminated Star Projection Edition" la qual constava de dos CD's (29 pistes). Tota la música va ser composta per Hans Zimmer; excepte per "Do not go gentle into that good night", escrita per Dylan Thomas. Durant el període previ a la temporada de premis, Paramount Pictures va pujar la score completament gratuita a través d'streaming. Hi ha 22 pistes en total.

### Edició estàndard
| Núm. | Títol                     | Durada |
| ---- | ------------------------- | ------ |
| 1.   | «Dreaming of the Crash»   | 3:55   |
| 2.   | «Cornfield Chase»         | 2:06   |
| 3.   | «Dust»                    | 5:41   |
| 4.   | «Day One»                 | 3:19   |
| 5.   | «Stay»                    | 6:52   |
| 6.   | «Message from Home»       | 1:40   |
| 7.   | «The Wormhole»            | 1:30   |
| 8.   | «Mountains»               | 3:39   |
| 9.   | «Afraid of Time»          | 2:32   |
| 10.  | «A Place Among the Stars» | 3:27   |
| 11.  | «Running Out»             | 1:57   |
| 12.  | «I'm Going Home»          | 5:48   |
| 13.  | «Coward»                  | 8:26   |
| 14.  | «Detach»                  | 6:42   |
| 15.  | «S.T.A.Y.»                | 6:23   |
| 16.  | «Where We're Going»       | 7:41   |

### Edició de luxe amb pistes extres
| Núm. | Títol | Durada |
| ---- | --- | ------ |
| 17.  | «First Step» | 1:47   |
| 18.  | «Flying Drone» | 1:53   |
| 19.  | «Atmospheric Entry» | 1:40   |
| 20.  | «No Need to Come Back» | 4:32   |
| 21.  | «Imperfect Lock» | 6:54   |
| 22.  | «No Time for Caution» | 4:06   |
| 23.  | «What Happens Now?» | 2:26   |
| 24.  | «Do Not Go Gentle into That Good Night» (poema de Dylan Thomas) (recitado por John Lithgow, Ellen Burstyn, Casey Affleck, Jessica Chastain, Matthew McConaughey and Mackenzie Foy) | 1:39   |

### Edició d'"Illuminated Star Projection"
| Núm. | Títol                     | Durada |
| ---- | ------------------------- | ------ |
| 1.   | «Dreaming of the Crash»   | 3:55   |
| 2.   | «Cornfield Chase»         | 2:06   |
| 3.   | «Dust»                    | 5:41   |
| 4.   | «Day One»                 | 3:19   |
| 5.   | «Stay»                    | 6:52   |
| 6.   | «Message from Home»       | 1:40   |
| 7.   | «The Wormhole»            | 1:30   |
| 8.   | «Mountains»               | 3:39   |
| 9.   | «Afraid of Time»          | 2:32   |
| 10.  | «A Place Among the Stars» | 3:27   |
| 11.  | «Running Out»             | 1:57   |
| 12.  | «I'm Going Home»          | 5:48   |
| 13.  | «Coward»                  | 8:26   |
| 14.  | «Detach»                  | 6:42   |
| 15.  | «S.T.A.Y.»                | 6:23   |
| 16.  | «Where We're Going»       | 7:41   |

| Núm. | Títol | Durada |
| ---- | --- | ------ |
| 1.   | «First Step» | 1:48   |
| 2.   | «Flying Drone» | 1:53   |
| 3.   | «Atmospheric Entry» | 1:39   |
| 4.   | «No Need to Come Back» | 4:33   |
| 5.   | «Imperfect Lock» | 6:55   |
| 6.   | «What Happens Now?» | 2:05   |
| 7.   | «Who's They?» | 7:17   |
| 8.   | «Murph» | 11:21  |
| 9.   | «Organ Variation» | 4:52   |
| 10.  | «Tick-Tock» | 8:19   |
| 11.  | «Day One» (Original Demo) | 3:49   |
| 12.  | «Do Not Go Gentle into That Good Night» (poema de Dylan Thomas) (recitado por John Lithgow, Ellen Burstyn, Casey Affleck, Jessica Chastain, Matthew McConaughey and Mackenzie Foy) | 1:37   |
| 13.  | «No Time for Caution» (pista oculta) | 4:06   |

### Bonus tracka MovieTickets.com
| Núm. | Títol          | Durada |
| ---- | -------------- | ------ |
| 1.   | «Day One Dark» | 6:58   |